# Mike Vogel
Michael James Vogel (født 17 juli 1979), er en amerikansk skuespiller og fotomodel.